# إلغمان (تمسطينت)
إلغمان هو دُوَّار يقع بجماعة إيغرم ن أوكدال، إقليم ورززات، جهة درعة تافيلالت في المملكة المغربية. ينتمي الدوّار لمشيخة تمسطينت التي تضم 13 دوار. يقدر عدد سكانه بـ 416 نسمة حسب الإحصاء الرسمي للسكان والسكنى لسنة 2004.

## روابط خارجية
- البوابة الوطنية للجماعات الترابية
- المندوبية السامية للتخطيط